# Обухів (футбольний клуб)
Обухів — аматорський футбольний клуб з міста Обухів Обухівського району Київської області. Команда виступає в першій лізі Чемпіонату Київщини, Кубку Київської області та Кубку України з футболу серед аматорів.

## Досягнення
- перша ліга чемпіонату Київської області 2015 — 2-ге місце;
- Кубок України з футболу серед аматорів 2015 — 1/16 фіналу

## Склад команди
| № | Поз. | Нац.    | Гравець                   |
| - | ---- | ------- | ------------------------- |
| ? | ЗХ   | Нігерія | Гаррісон Омоко            |
| ? | ПЗ   | Україна | Пічкур Євген Анатолійович |
| ? | ПЗ   | Україна | Гриппа Вадим              |
| ? | НП   | Україна | Панічев Олександр         |
| ? | НП   | Україна | Кульгук Дмитро            |

## Відомі гравці
- Гаррісон Омоко